# Филателистическая гагариниана
Филателисти́ческая гагариниа́на — раздел тематической филателии (астрофилателии), охватывающий совокупность знаков почтовой оплаты, почтовых карточек, специальных штемпелей и других филателистических материалов, посвящённых первому в мире космонавту, лётчику-космонавту СССР, Герою Советского Союза Ю. А. Гагарину (1934—1968) или связанных с ним.

## Описание

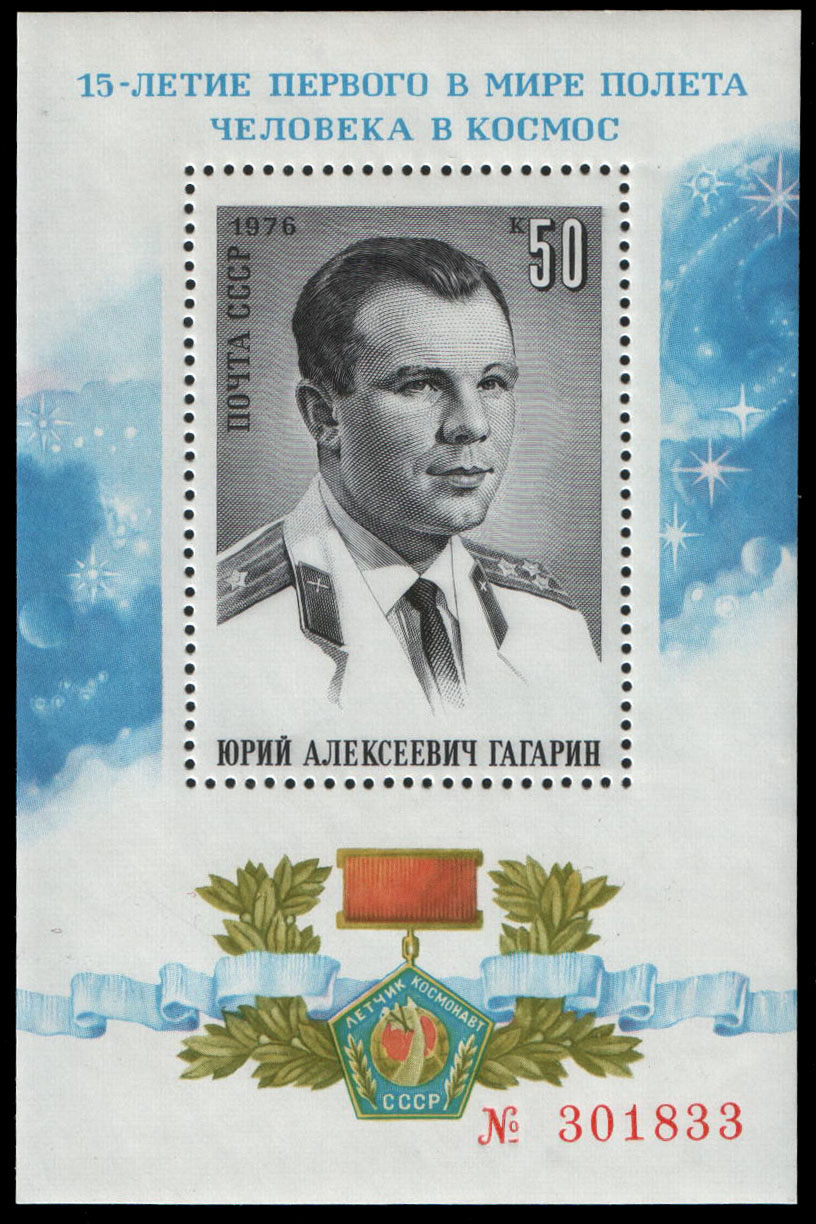
Почтовый блок СССР, 1976

### Терминология
Начиная с 1961 года почтовые марки и другие коллекционные материалы по данной тематике много раз появлялись как в СССР, так и в других странах мира, включая современную Россию. Основная масса филателистических материалов, непосредственно посвящённых Ю. А. Гагарину, приходится на Советский Союз. Данной тематике довольно часто также посвящали свои филателистические выпуски почтовые ведомства других социалистических стран. Марки с изображением Гагарина печатались также в очень многих странах, не принадлежащих к социалистическому лагерю.
К 1969 году общее количество филателистических материалов выросло настолько, что появился термин «филателистическая гагариниана». Е. П. Сашенков в своей основополагающей работе по космической филателии «Почтовые сувениры космической эры» 1969 года посвятил этой теме отдельную главу «Филателистическая гагариниана».
В 1984 году понятие «филателистическая гагариниана» использовал В. А. Орлов в качестве названия своей статьи в журнале «Земля и Вселенная». К этому времени филателистический объём «филателистическая гагариниана» вырос настолько, что возникла нужда обособления подрубрик, и Орлов ввёл понятие темы гагаринианы под названием «сюжетное ответвление» на примере темы музеи и памятники. Правда, только для художественных маркированных конвертов и почтовых карточек. Почтовые марки по теме музеи и памятники Орлов не рассматривал, тогда их было выпущено только две. Это марки СССР с памятниками Гагарину в Москве — с бюстом Гагарина на Аллее Космонавтов (СССР, 1975) и со статуей Гагарину (СССР, 1981).
В 2021 году вышла статья С. Мациевского «Классификация филателистической гагаринианы» в электронном филателистическом журнале «Филателия» с описанием сформировавшихся к этому времени тем филателистической гагаринианы.

### Классификация
Филателистическая гагариниана сразу делится на два направления:
- филателистических материалов, связанных с Юрием Гагариным;
- литературы, посвящённой филателистической гагариниане.

Литература — это специализированные каталоги, описывающие материалы филателистической гагаринианы, специальные книги и статьи. Одна книга и одна статья были упомянуты выше в разделе «Терминология».
Можно провести классификацию имеющихся филателистических материалов гагаринианы тремя способами:
- по видам филателистических материалов (марки, цельные вещи и т. д.);
- по странам-имитентам, выпускающих филателистические материалы;
- по тематике материалов (первый полёт, памятники Гагарину и т. д.).

## Гагарин на почтовых марках. Классификация по странам
Будем использовать следующую классификацию по странам:
- выпуски СССР;
- выпуски России;
- выпуски других стран.

### Выпуски СССР

Юрий Гагарин на почтовых марках СССР разных лет
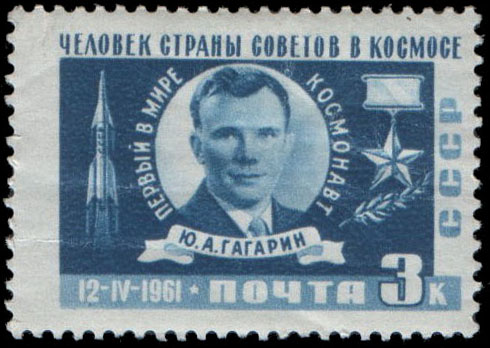
1961 (ЦФА [АО «Марка»] № 2560)
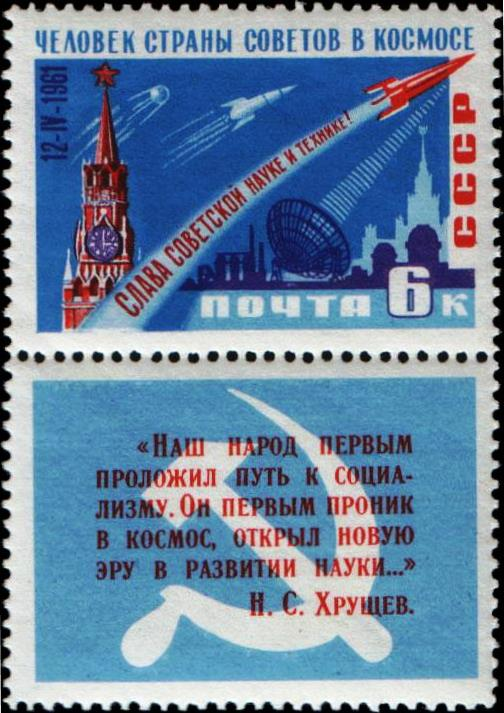
1961 (ЦФА [АО «Марка»] № 2561)
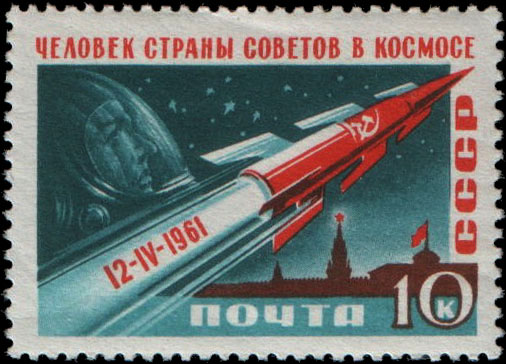
1961 (ЦФА [АО «Марка»] № 2562)
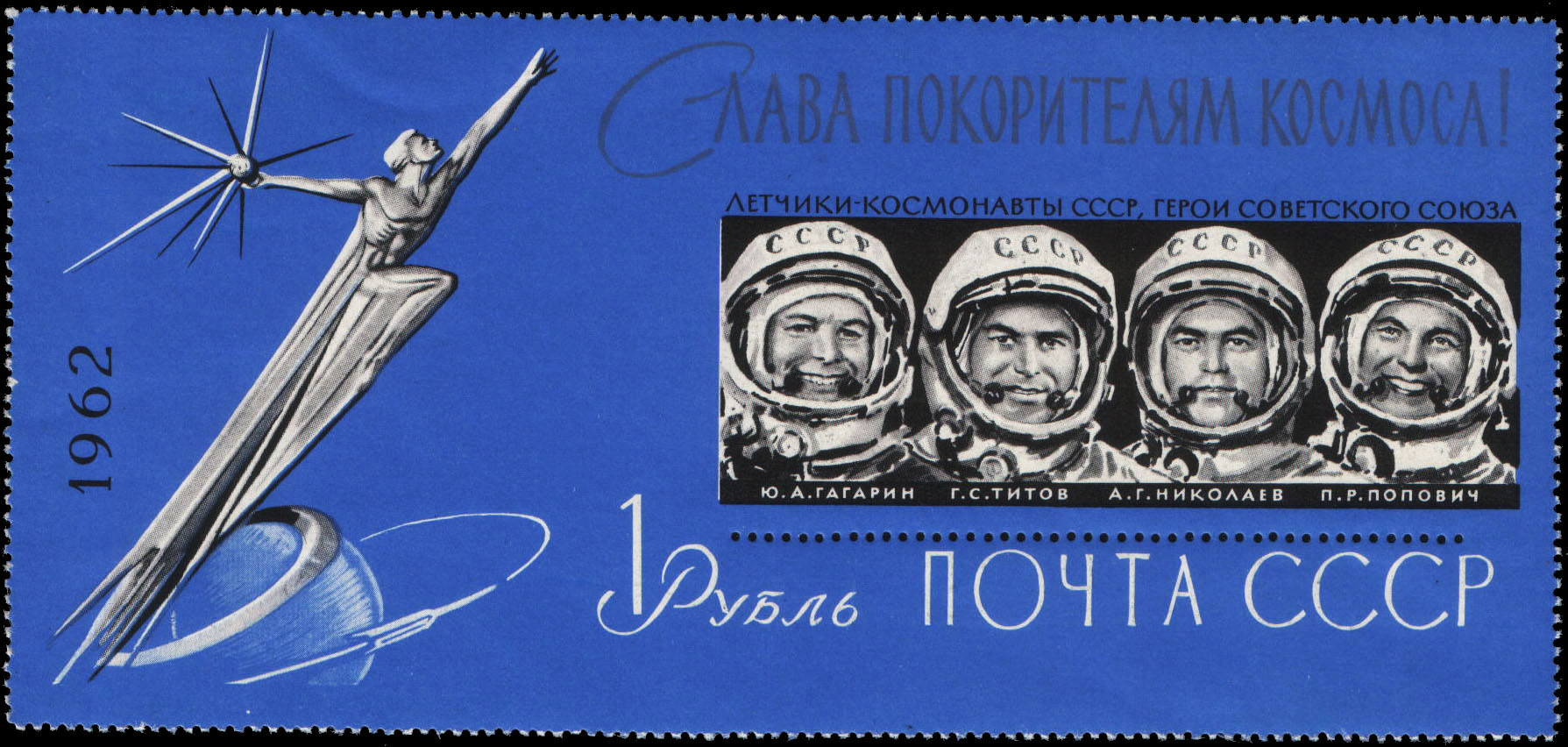
1962 (ЦФА [АО «Марка»] № 2781)
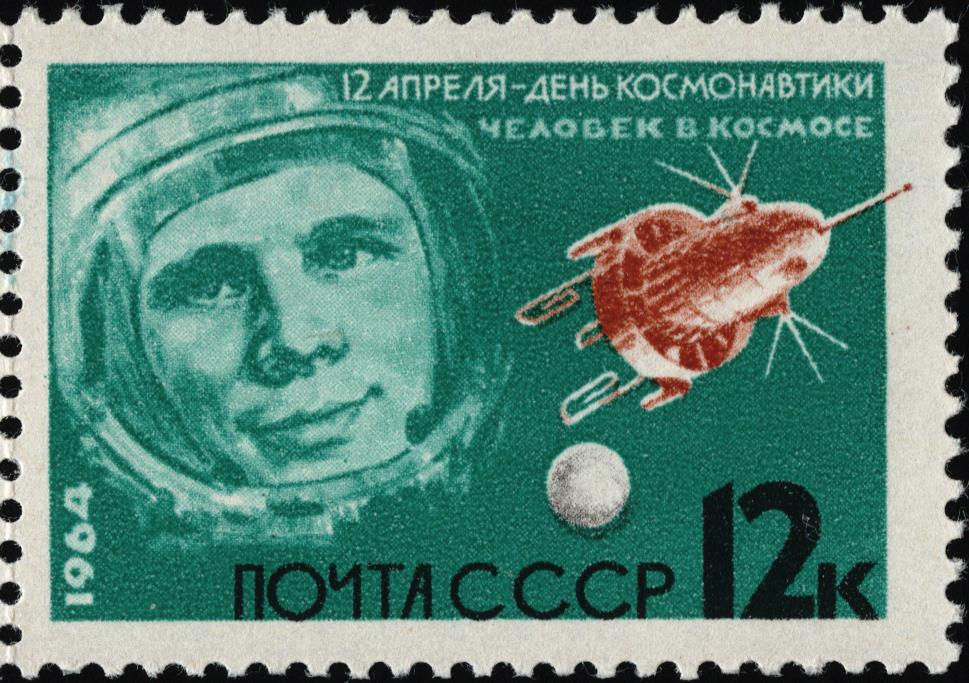
1964 (ЦФА [АО «Марка»] № 3014)
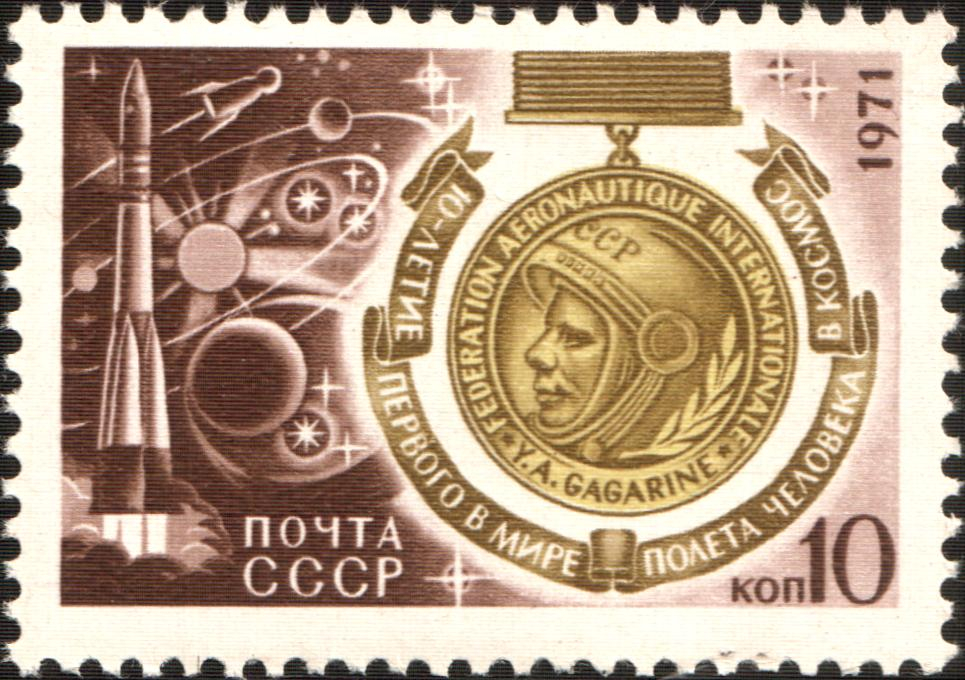
1971 (ЦФА [АО «Марка»] № 3992)
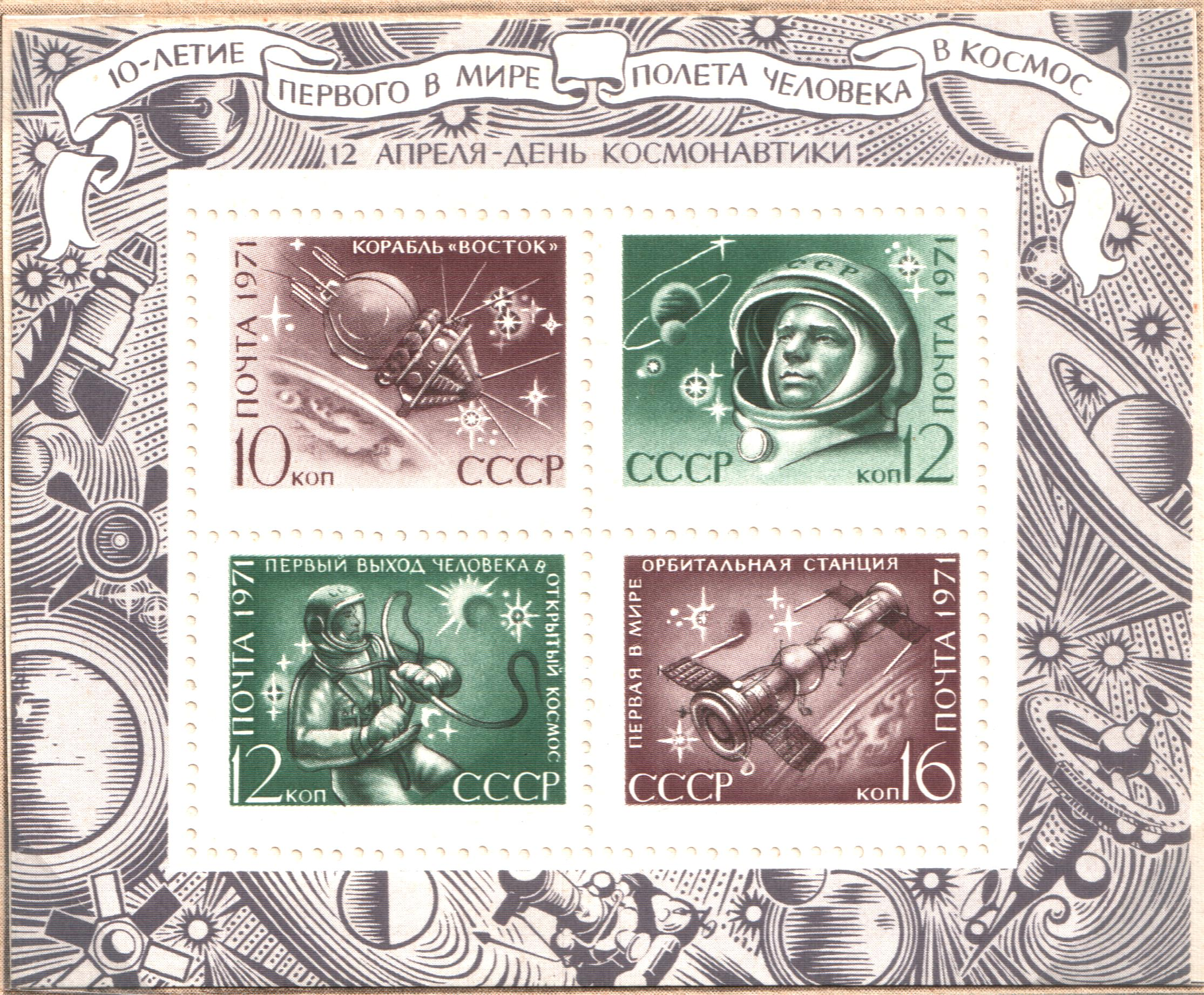
1971 (ЦФА [АО «Марка»] № 3994)
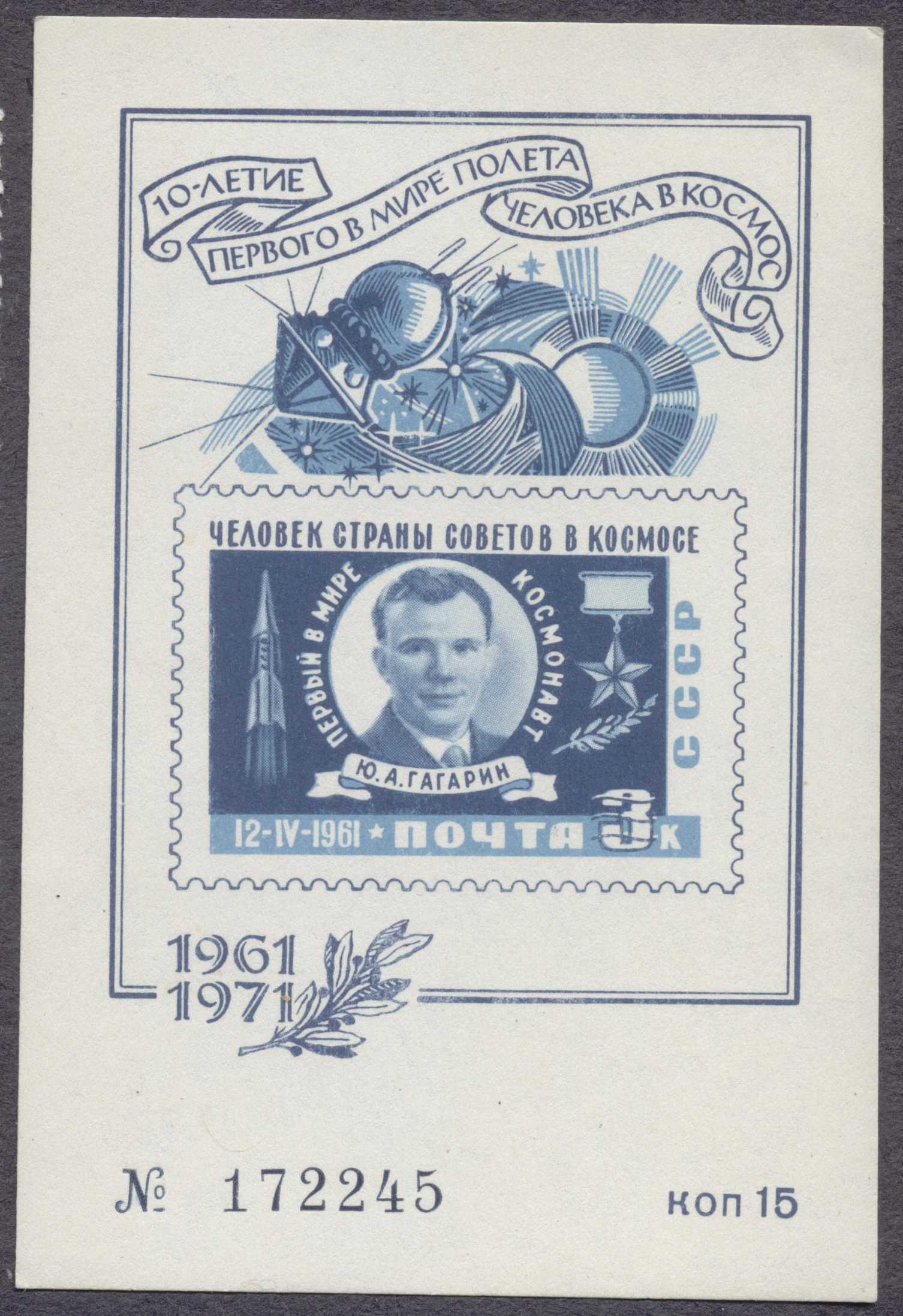
1971 (сувенирный листок)
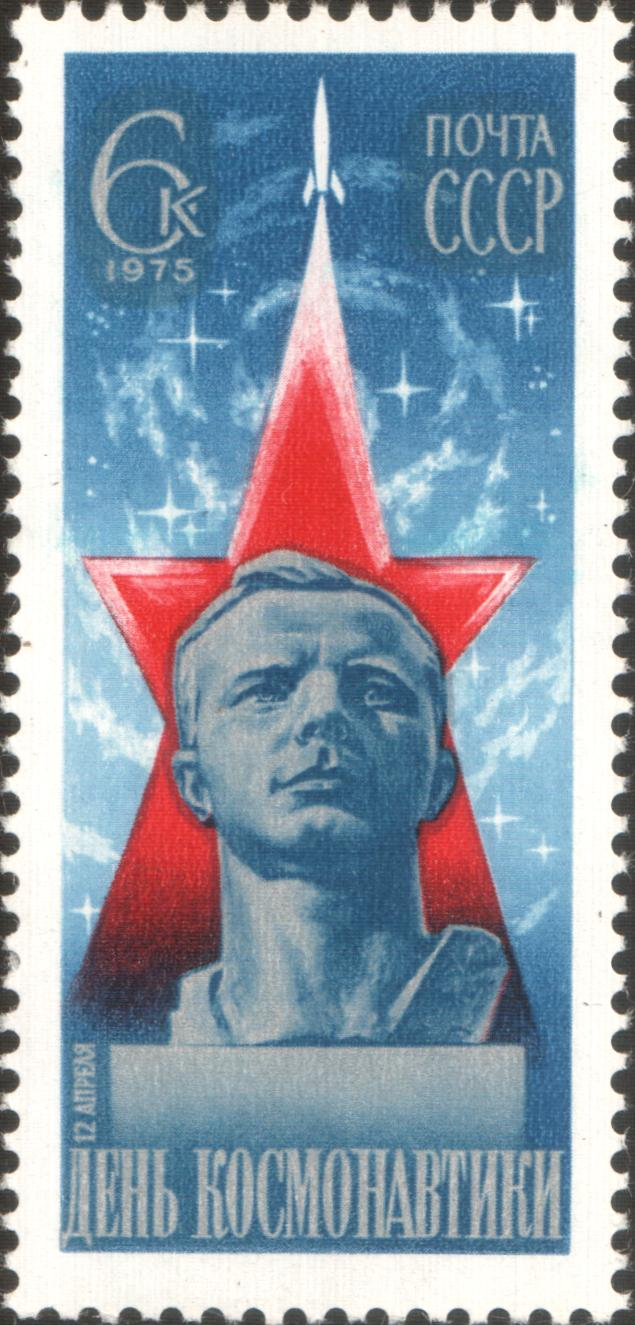
1975 (ЦФА [АО «Марка»] № 4447)
1976 (ЦФА [АО «Марка»] № 4605)
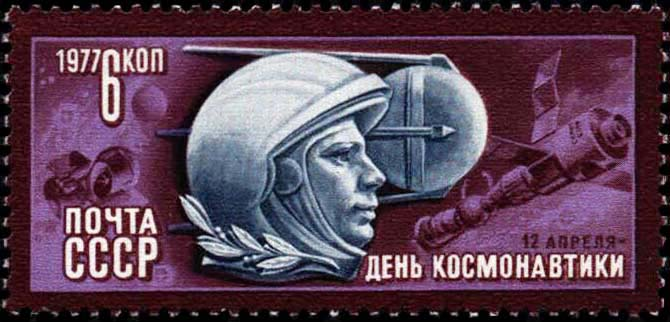
1977 (ЦФА [АО «Марка»] № 4693)
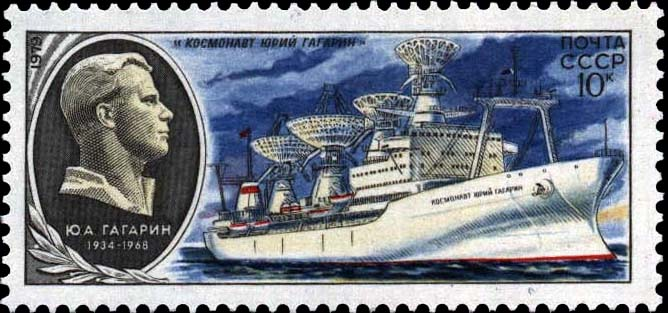
1979 (ЦФА [АО «Марка»] № 5028)
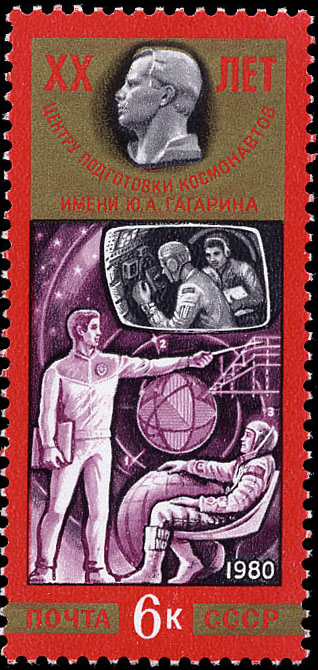
1980 (ЦФА [АО «Марка»] № 5109)
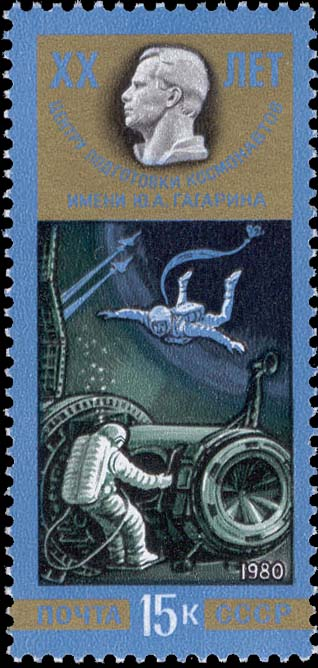
1980 (ЦФА [АО «Марка»] № 5110)
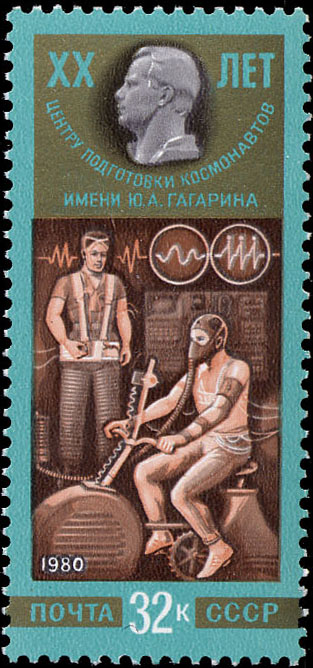
1980 (ЦФА [АО «Марка»] № 5111)
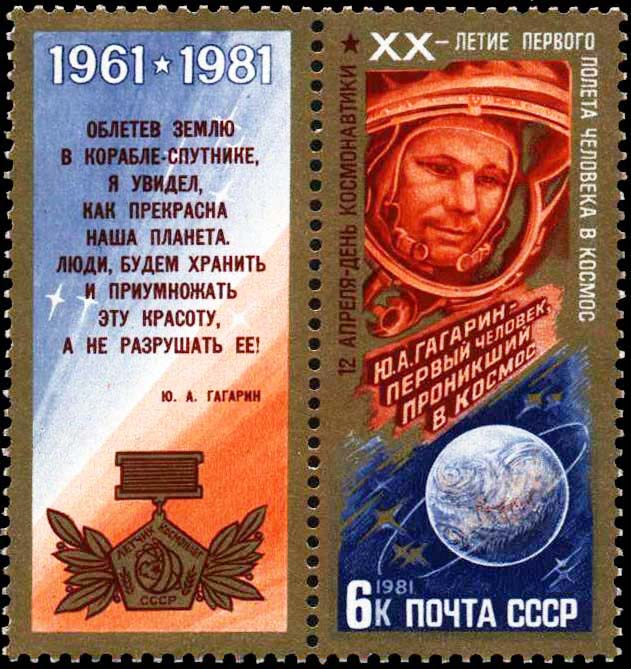
1981 (ЦФА [АО «Марка»] № 5174)
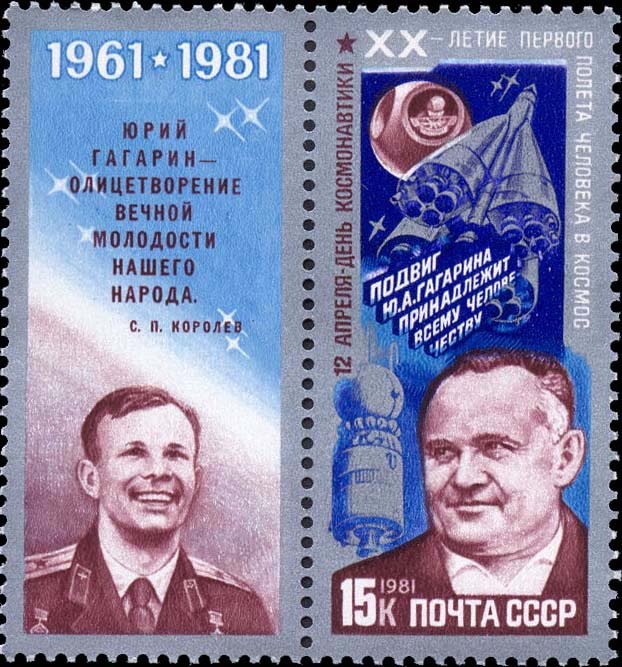
1981 (ЦФА [АО «Марка»] № 5175)
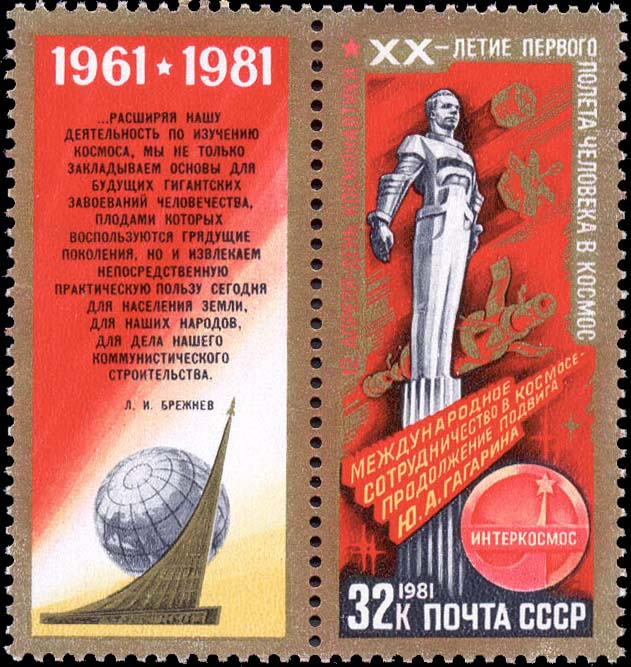
1981 (ЦФА [АО «Марка»] № 5176)
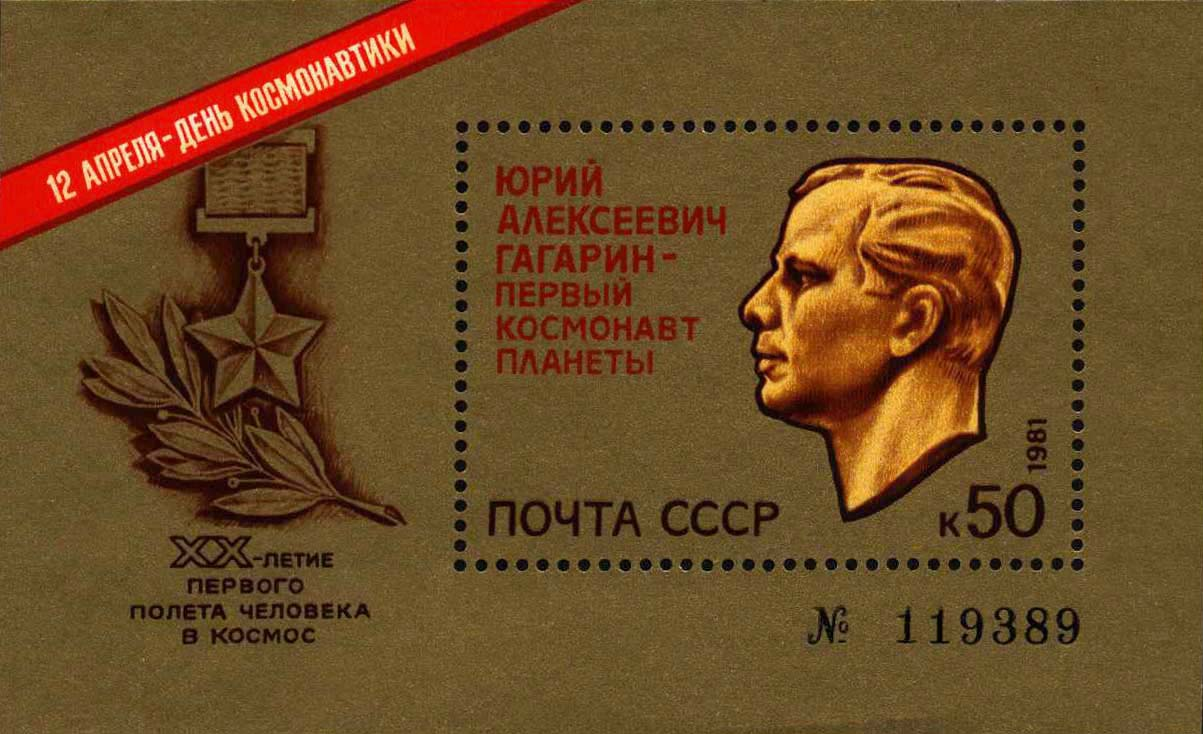
1981 (ЦФА [АО «Марка»] № 5177)
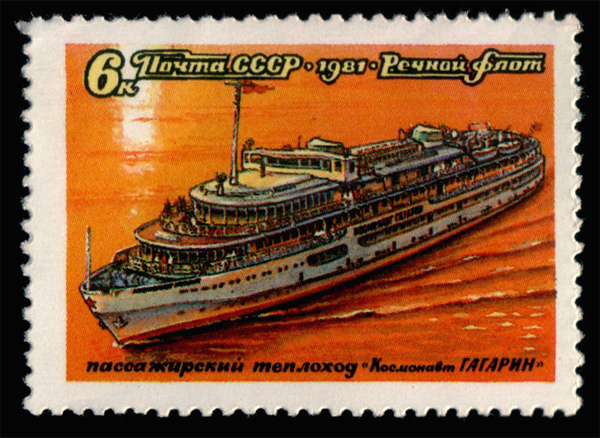
1981 (ЦФА [АО «Марка»] № 5207)
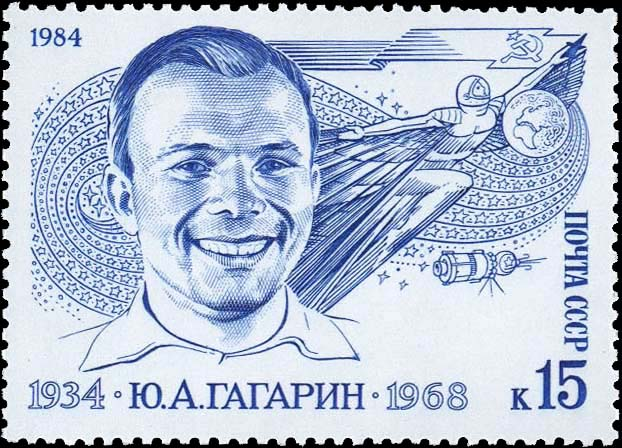
1984 (ЦФА [АО «Марка»] № 5481)
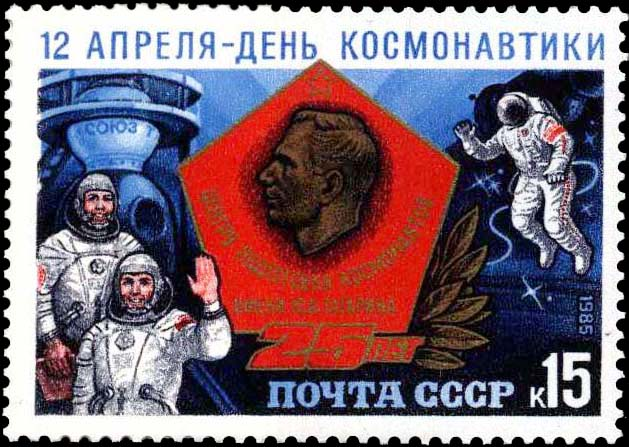
1985 (ЦФА [АО «Марка»] № 5611)
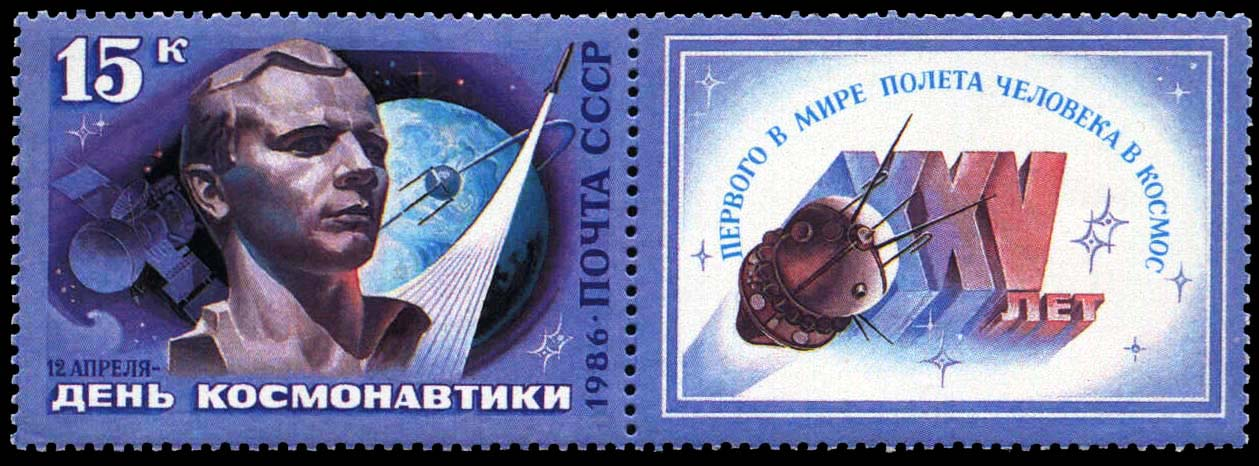
1986 (ЦФА [АО «Марка»] № 5714)
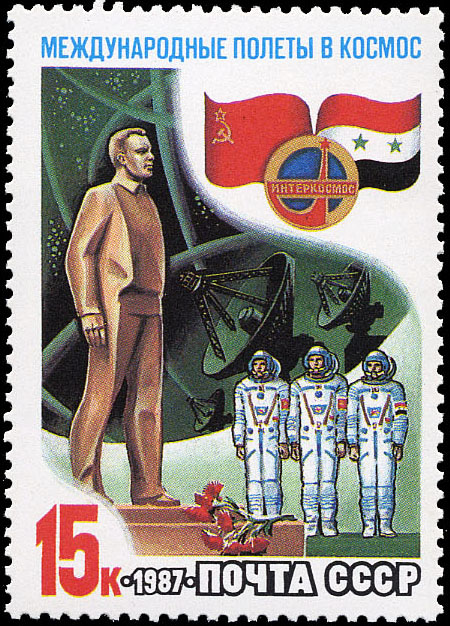
1987 (ЦФА [АО «Марка»] № 5856)
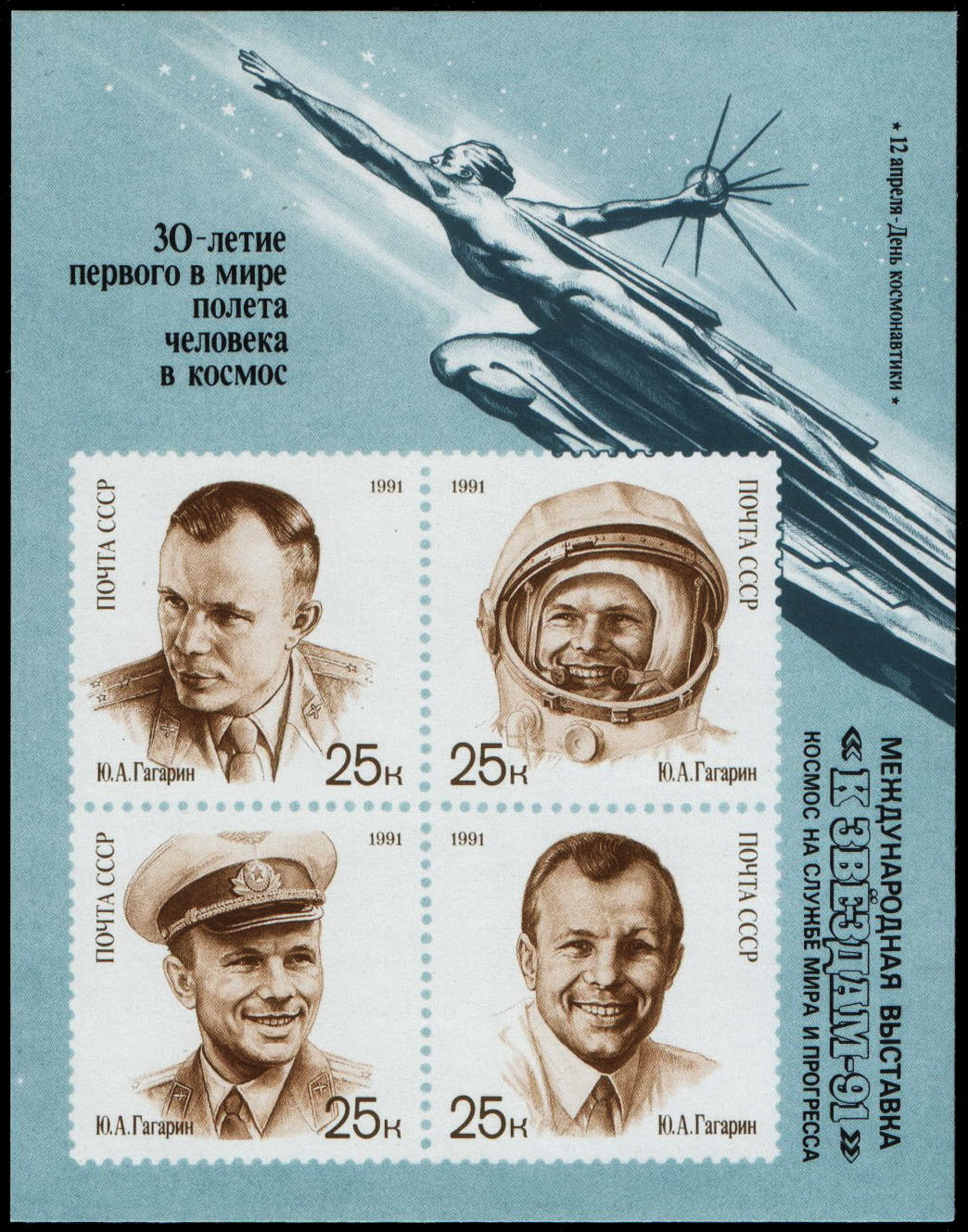
1991 (ЦФА [АО «Марка»] № 6311)

### Выпуски России
В 2001 году Издательско-торговый центр (ИТЦ) «Марка» и Почта России подготовили и выпустили в обращение сцепку из двух марок в ознаменование 40-летия первого полёта человека в космос. Они печатались в марочных листах по 18 сцепок и в малых листах по три сцепки. Однако позднее этот выпуск оказался в центре скандала.
В 2009 году вышла российская марка, посвящённая 75-летию со дня рождения Юрия Гагарина. Её номинал — 10 рублей. На марке была помещена неопубликованная фотография космонавта, датированная 12 апреля 1961 года и сделанная сразу после приземления корабля «Восток» (фотограф В. Смирнов). К этому же событию были приурочены три спецгашения и конверт первого дня.

Юрий Гагарин на почтовых марках России
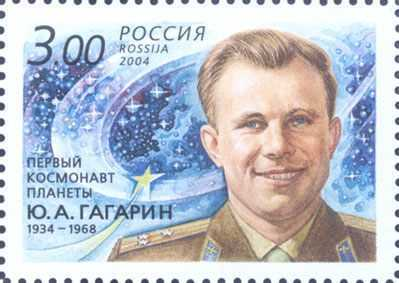
2004: к 70-летию со дня рождения Ю. А. Гагарина (ЦФА [АО «Марка»] № 916)
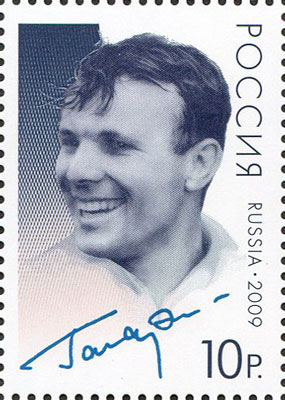
2009: к 75-летию со дня рождения Ю. А. Гагарина (ЦФА [АО «Марка»] № 1304)
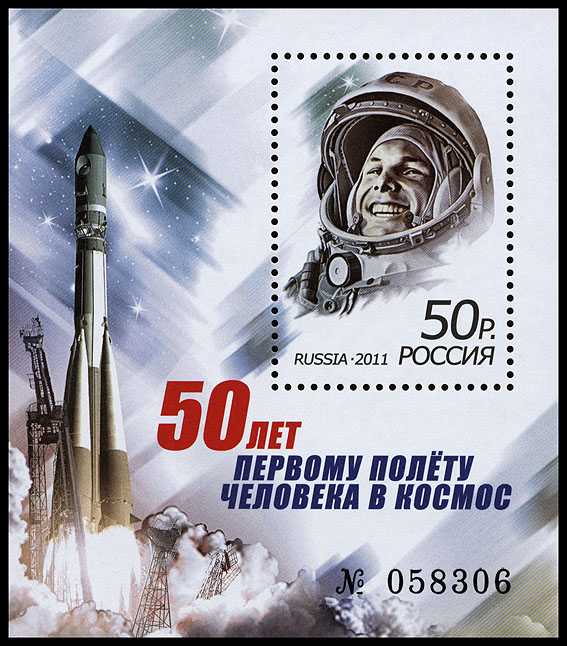
2011: к 50-летию первого полёта человека в космос

#### Скандал со сцепкой 2001 года
Сцепка из двух марок России 2001 года вызвала скандал и судебное разбирательство. На правой марке сцепки был запечатлён Ю. А. Гагарин, рапортующий об успешном завершении космического полёта. Как оказалось, художник А. Керносов воспользовался при этом фотографией, выполненной в 1961 году фотокорреспондентом ТАСС Валерием Генде-Роте. После выхода марок его дочь Татьяна Мартынова подала в суд на ИТЦ «Марка» и выиграла дело. В 2003 году по решению суда ИТЦ «Марка» выплатил наследнице фотожурналиста 150 тысяч рублей.

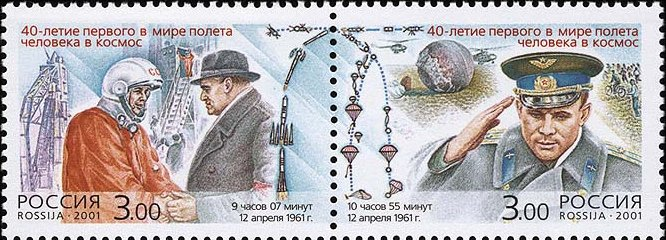
«Скандальная» гагаринская сцепка (2001)

### Выпуски других стран
Начиная с апреля 1961 года в мире многократно появлялись почтовые марки, конверты первого дня и другие филателистические материалы, производились памятные спецгашения. Первым зарубежным почтовым выпуском стали две марки Чехословакии с надписями на чешском языке: «СССР витязь над вселенной 12.IV.1961» — на первой миниатюре и «Советский человек в космосе 12.IV.1961» — на второй  (Sc #1042, 1043). Для них был использован рисунок марок с изображением парящего в космосе человека в скафандре, поступивших в обращение незадолго до 12 апреля 1961 года и имевших надпись: «Завоевание человеком космоса». Новые «гагаринские» миниатюры, эмитированные 13 апреля, отличались от прежних «анонимных» марок также цветом и номиналами.
Гагарину и его полёту в космос также посвящены марки Албании (февраль 1962; серия из трёх марок), Белоруссии (2011), Венгрии (1962), Аджмана (1968) и многих других стран.

Юрий Гагарин на некоторых зарубежных марках и блоках
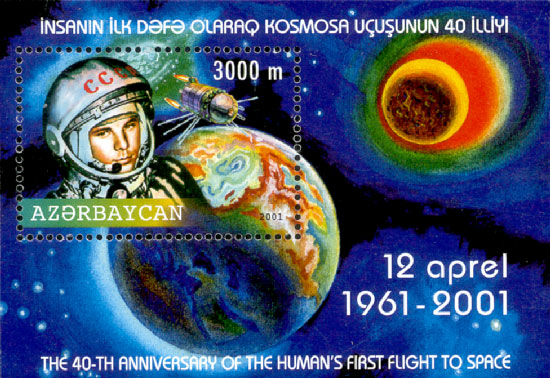
Почтовый блок Азербайджана, 2001 (№ 595[9])
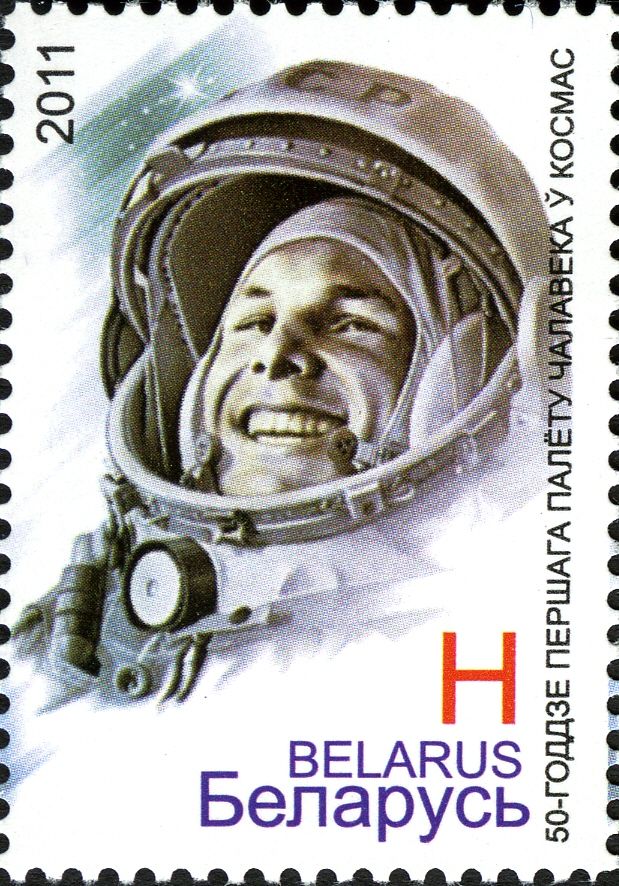
Почтовая марка Белоруссии, 2011
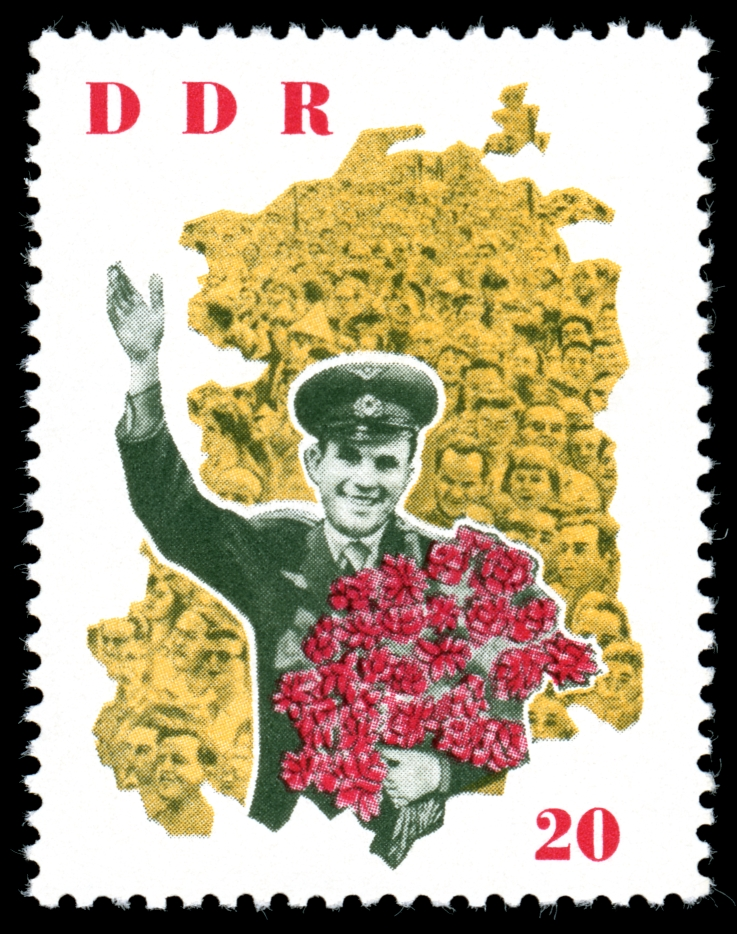
Почтовая марка ГДР, 1963 (Mi #995)
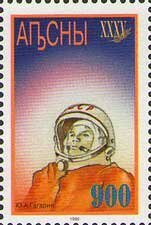
Почтовая марка Абхазии, 1996
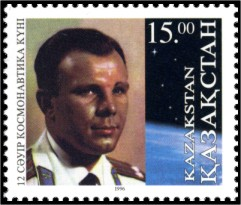
Почтовая марка Казахстана, 1996 (№ 115[10])
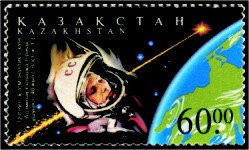
Почтовая марка Казахстана, 2001 (№ 315[11])
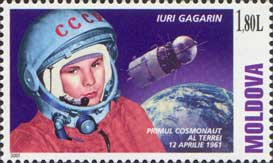
Почтовая марка Молдавии, 2001 (Mi #383)
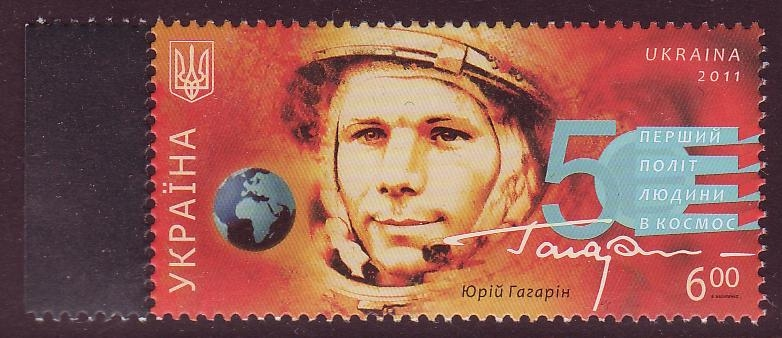
Почтовая марка Украины (2011)

В 1996 году правительством частично признанной Республики Южная Осетия были напечатаны почтовые марка и блок в честь 35-летия полёта Юрия Гагарина. Почтовая миниатюра издавалась в виде листа из 12 марок и четырёх купонов (по углам листа). Эмиссия не имеет почтового характера и предназначена для коллекционеров.

Марка с купоном непризнанной Республики Южная Осетия к 35-летию первого полёта в космос (1996)

## Гагарин на почтовых марках. Классификация по темам
Второй способ классификации — по тематике. В этом случае филателистическая гагариниана состоит из двух классов:
- почтовые марки, посвященные Юрию Гагарину как символу первого полёта человека в космос (первый полёт, символ космонавтики);
- почтовые марки, посвященные собственно Юрию Гагарину (1934—1968) как человеку (день рождения, день смерти, памятники и т. д.).

### Первый полёт человека в космос

#### Годовщины первого полёта
Первая омнибусная серия марок, посвящённая первому полёту человека в космос, состоит из марок разных стран, которые были выпущены в 1961—1962 годах исключительно в честь полёта Юрия Гагарина в 1961 году.
К различным годовщинам полета первого космонавта выпущено немало почтовых марок. Были выпущены омнибусные серии, которые посвящены юбилейным годовщинам полета Юрия Гагарина (серия «5-летие первого полета человека в космос», «10-летие первого полета человека в космос» и т. д.). Омнибусные серии, посвященные 20-летию (1981) и 50-летию (2011) первого полета Юрия Гагарина, можно назвать большими.

#### Первый полёт как символ космонавтики
Огромное количество почтовых марок, посвященных первому полёту в космос, было также выпущено по разным космическим и не космическим поводам, используя темы:
- «День космонавтики»;
- «Завоевание космоса»;
- «Главные события 20-го века»;

и т. д.

### Юрий Гагарин как человек

#### День рождения Юрия Гагарина
Юрия Гагарина как человека, а не как символ первого полёта, почтовые администрации долго не замечали. Первая почтовая марка по теме филателистической гагаринианы «День рождения Юрия Гагарина» вышла в СССР к его 50-летию в 1984 году. Вторая марка вышла уже в России к его 70-летию в 2004 году. После этого почтовые администрации «проснулись»:
- к 75-летию Юрия Гагарина в 2009 году омнибусная серия из 5 марок и блока выпущена 3 странами;
- к 80-летию в 2014 году — омнибусная серия из 34 марок и 8 блоков 8 странами;
- к 85-летию в 2019 оду — омнибусная серия из 43 марок и 10 блоков 13 странами.

#### Годовщины смерти Юрия Гагарина
С мемориальными почтовыми марками, посвящёнными годовщинам смерти Юрия Гагарина, дело обстоит несколько иначе: начали выпускать раньше, но было выпущено меньше. Самой первой отметилась Венгрия, выпустив в 1968 году — году смерти Гагарина — почтовый блок с «падающим Икаром», посвящённый памяти сразу трех космонавтов: Уайта, Комарова и Гагарина. С выпуска этого венгерского блока и началась тема гагаринианы «Годовщины смерти Юрия Гагарина».
К 1-й годовщине смерти Гагарина в 1969 году сразу две страны, Аджман и Йеменская Арабская Республика, выпустили омнибусную серию, состоящую из двух марок и блока. Далее по этой теме были выпущены:
- к 5-й годовщине смерти Юрия Гагарина в 1973 году — одна марка Чехословакии;
- к 10-й в 1978 году — одна марка Сенегала;
- к 20-й в 1988 году — одна марка Комор;
- к 45-й в 2013 году — 8 марок и 2 блока 2 странами;
- к 50-й в 2018 году — 42 марки и 11 блоков 10 странами.

#### Визиты Юрия Гагарина
Юрий Гагарин после своего всемирно-исторического полёта побывал во многих городах как в СССР, так и заграницей. Почтовых марок, посвященных теме визитов Гагарина, было выпущено мало. Такие марки появились только в 4 странах:
- Чехословакии (две марки);
- Шри-Ланке (через 50 лет после визита) (одна марка);
- Венгрии (о визите Гагарина во Францию) (одна марка;
- Германская Демократическая Республика (одна марка).

#### Памятники Юрию Гагарину
Памятники Юрию Гагарину, которые попали на почтовые марки, в подавляющем большинстве являются скульптурами. Кроме скульптур имеются мозаика, два бюста и барельеф. Всего на марках, выпущенных разными странами, присутствуют 10 памятников Юрию Гагарину.
Список 6 скульптур Юрия Гагарина, изображённых на почтовых марах:
- статуя Гагарина в Звёздном городке;
- статуя Гагарина в Караганде;
- статуя Гагарина в Королёве;
- статуя Гагарина в Люберцах;
- статуя Гагарина в Москве;
- статуя Гагарина в Саратове.

#### Мелкие темы
Сразу после смерти Юрия Гагарина Центр подготовки космонавтов в Звездном городке получил его имя. Тема филателистической гагаринианы «Центр подготовки космонавтов имени Юрия Гагарина» включает 9 марок, который были выпущены СССР, Россией и Венгрией.
Техническая тема филателистической гагаринианы «Транспорт, носящий имя Юрия Гагарина» состоит из изображения двух судов «Космонавт Юрий Гагарин» и «Космонавт Гагарин» на 4 марках, которые были выпущены 3 странами: СССР, Антигуа и Барбуда и Народная Республика Кампучия.
Спортивная тема филателистической гагаринианы «Кубок Гагарина», связанная с переходящим призом Континентальной хоккейной лиги, состоит из 2 марок, которые были выпущены Россией в 2016 и 2018 годах.

## Другие филателистические материалы

### Почтовые карточки СССР с оригинальной маркой

Почтовые карточки СССР с оригинальной маркой на тему «Гагариниана»
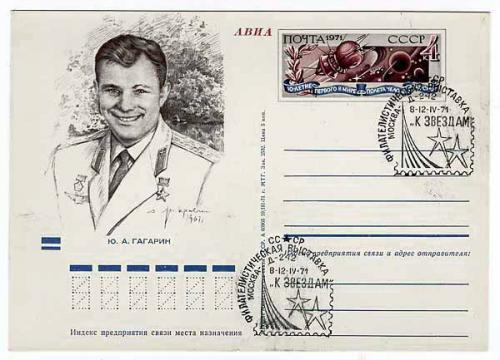
СССР: односторонняя почтовая карточка с оригинальной маркой к 10-летию полёта Ю. Гагарина в космос (1971) со спецгашением
То же к 15-летию (1976)
То же к 20-летию (1981)
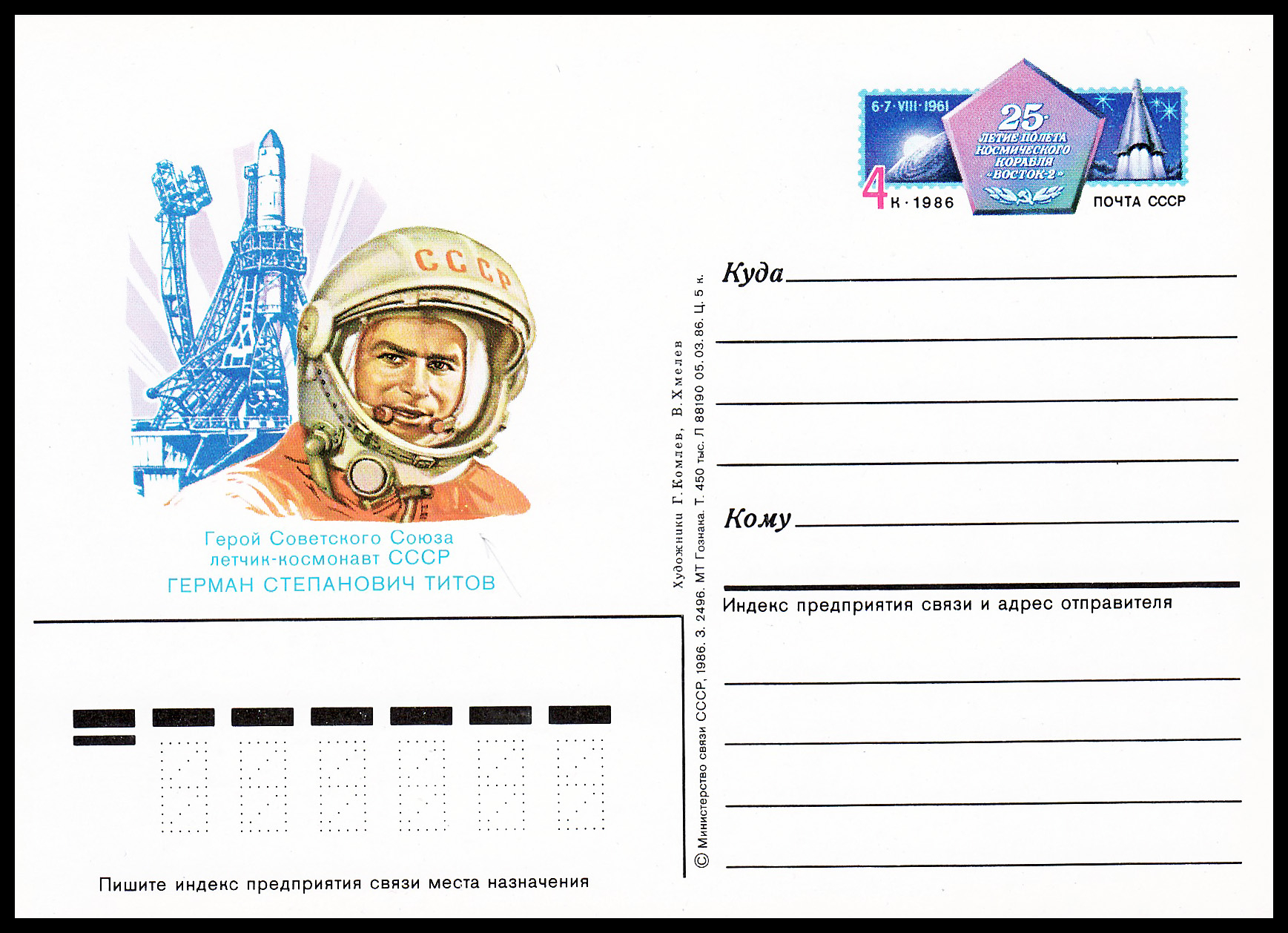
СССР: односторонняя почтовая карточка с оригинальной маркой к 25-летию полёта Г. Титова без гашения (1986)

### Художественные маркированные конверты

Художественные маркированные конверты СССР и России на тему «Гагариниана»
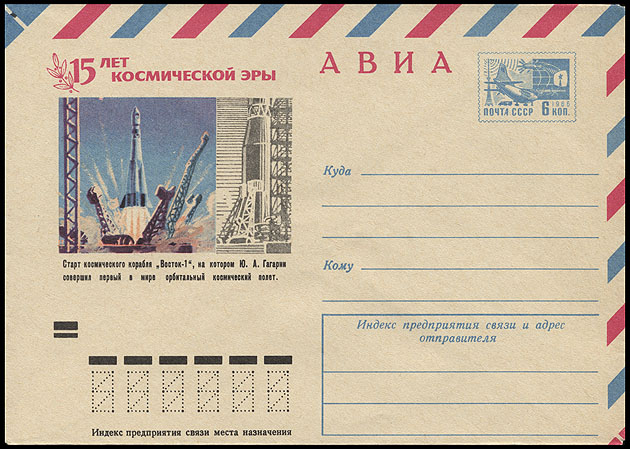
СССР: художественный маркированный конверт к 15-летию космической эры (1972)
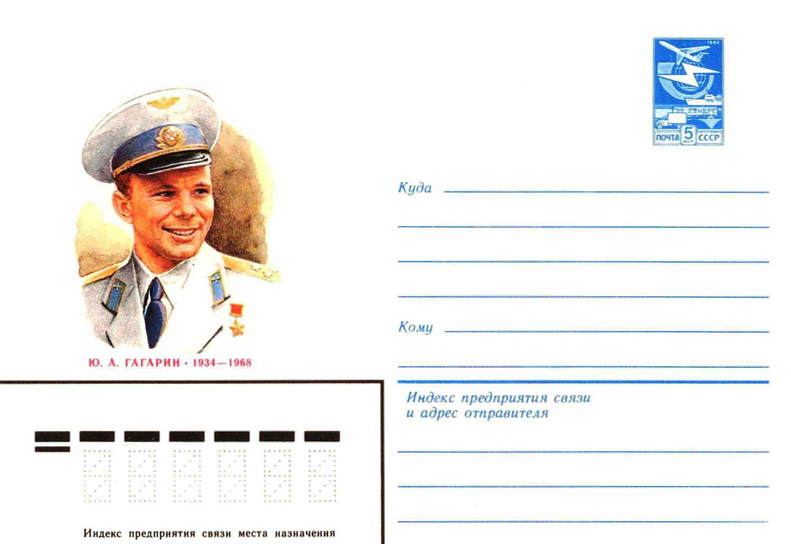
То же к 50-летию со дня рождения Гагарина (1984)
Россия: то же к Всероссийской филателистической выставке «К звёздам-2004» (Смоленск), посвящённой 70-летию со дня рождения Гагарина

## Филателистические издания

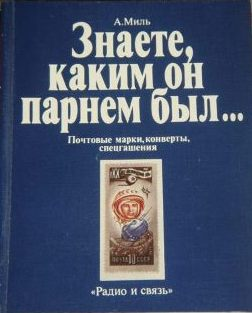
Книга А. Миля «Знаете, каким он парнем был… Почтовые марки, конверты, спецгашения» (1984)

Гагаринская тематика неизменно присутствует в публикациях по космической филателии (астрофилателии). Например, книга Евгения Сашенкова «Почтовые сувениры космической эры» (1969), с отдельной главой «Филателистическая гагариниана», была посвящена памяти Юрия Алексеевича Гагарина, а сам первый космонавт успел написать к книге предисловие.
В 1984 году в Советском Союзе выходила книга «Знаете, каким он парнем был… Почтовые марки, конверты, спецгашения», специально посвящённая гагаринской теме в филателии. Её автор — Александр Миль. Книга открывалась вступительной статьёй второго советского космонавта Германа Титова.
Из современных российских изданий можно упомянуть иллюстрированный каталог «Ю. Гагарин на почтовых марках» (2005), составленный Юрием Квасниковым. В нём систематизирована информация о 386 почтовых марках из 85 стран, выходивших в ознаменование первого в мире полёта человека в космос.
В том же году появились два сборника статей «Филателистическая Гагариниана», подготовленных и изданных нижегородским коллекционером Константином Зайцевым.
В Италии в 2004 году была опубликована книга Энрико Грассани (итал. Enrico Grassani) под названием «Yuri Gagarin e i primi voli spaziali sovietici» («Юрий Гагарин и первый советский космический полёт»), которая, помимо исторических материалов, содержит филателистический раздел, описывающий почтовые марки, конверты первого дня и спецгашения того времени.